# 有田浩之
有田 浩之（ありた ひろゆき、1963年 - ）は日本の実業家、ポートフォリオマネージャー。ブラックロック日本法人代表取締役社長。

## 人物
山口県出身。神奈川県立湘南高等学校を経て、1987年一橋大学経済学部卒業、日本興業銀行（現みずほ銀行）入行。大学時代は一橋大学ラグビー部で進藤孝生監督の指導を受けた。後藤芳光福岡ソフトバンクホークス社長は高校の1年先輩で大学の同期。外国為替部、スイス興銀エヌジェイ投資銀行部門を経て、国際資金部で外債ポートフォリオの運用を担当したのち、ニューヨーク支店でウォール街からの情報収集を行った。
1999年米ブラックロック社入社。ニューヨークのブラックロック本社でモーゲージポートフォリオマネジャー、グローバルボンドポートフォリオマネジャー等を担当。ブラックロック本社マネージング・ディレクター等を経て、2006年ブラックロック・ジャパン代表取締役副社長、2007年代表取締役社長。
2009年、バークレイズ・グローバル・インベスターズ日本法人と統合し資産運用規模約20兆円の日本最大級の資産運用会社となったブラックロック・ジャパンの代表取締役に就任。バークレイズ・グローバル・インベスターズが高いシェアをもっていた上場投資信託・iシェアーズの取り扱いを積極化。2010年からブラックロック・ジャパン常務を務め、代表取締役専務を経て、2017年同社代表取締役社長に就任。金融庁金融審議会市場ワーキング・グループ委員等も務める。

## 略歴
- 1963年 山口県生まれ
- 1987年3月 一橋大学経済学部 卒業
- 1987年4月 日本興業銀行 入行
- 1999年 ブラックロック ・インク 入社
- 2001年 野村ブラックロック・アセット・マネジメント 取締役副社長
- 2003年 ブラックロック・インク マネージング・ディレクター
- 2004年4月 野村ブラックロック・アセット・マネジメント 代表取締役社長 兼務
- 2006年 ブラックロック・ジャパン 代表取締役副社長
- 2007年12月 ブラックロック・ジャパン 代表取締役社長
- 2009年12月 ブラックロック・ジャパン 代表取締役副社長
- 2010年2月 ブラックロック・ジャパン 代表取締役
- 2010年11月 ブラックロック・ジャパン 常務取締役
- 2012年6月 ブラックロック・ジャパン 代表取締役専務
- 2017年1月 ブラックロック・ジャパン 代表取締役社長